# Kościół Wniebowzięcia Najświętszej Marii Panny i św. Maternusa w Lubomierzu
Kościół Wniebowzięcia Najświętszej Marii Panny i św. Maternusa w Lubomierzu – barokowy kościół w Lubomierzu na Dolnym Śląsku, położony w najwyższym punkcie miasteczka na południowy zachód od rynku. Od zachodu do kościoła przylegają zabudowania poklasztorne. Główny kościół parafii rzymskokatolickiej pw. Wniebowzięcia Najświętszej Marii Panny i św. Maternusa w Lubomierzu.

## Historia
Historia Lubomierza jest nierozerwalnie związana z historią kościoła. Pierwsza zachowana wzmianka piśmienna na temat Lubomierza pochodzi z przywileju wydanego przez Henryka IV Juttcie von Liebenthal w 1278 roku, który zawierał zgodę na budowę kościoła i klasztoru sióstr Benedyktynek. Tereny w promieniu kilku kilometrów od miejsca budowy klasztoru na mocy wspomnianego przywileju stały się jego własnością. Pod rządami sióstr Benedyktynek osada już w 1291 roku otrzymała z rąk księcia świdnickiego Bolka I prawa miejskie.
Ufundowany przez Juttę kościół był wykonany z drewna i spłonął w XV w. w trakcie jednego z pożarów nawiedzających miasto. Na jego miejscu wzniesiono gotycką świątynię, która również uległa zniszczeniu w pożarze w 1688 roku, jednak ocalałe z pożogi elementy stały się częścią obecnego kościoła wzniesionego w latach 1727-1730 przez legnickiego architekta Jana Jakuba Scheerhofera (Johann Jacob Scheerhofer). W 1810 roku na fali ruchów sekularyzacyjnych klasztor sióstr Benedyktynek został rozwiązany, a budynki poklasztorne stały się własnością państwa Pruskiego. W latach 1845–1946 kościołem opiekowały się siostry Urszulanki. Większość kosztowności zniknęła z kościoła w trakcie i po II wojnie światowej. Istnieją spekulacje, że nie wszystkie skarby zostały odnalezione i część z nich pozostaje ukryta wewnątrz kościoła lub w jego pobliżu. Do dziś w zakrystii znajduje się część kolekcji zabytkowych ornatów z XVII-XIX w. Z tego samego okresu pochodzi wiele spośród użytkowanych do dzisiaj przedmiotów kultu religijnego.
W lubomierskim kościele kręcone były sceny do filmów Zakład Teresy Kotlarczyk (1990) i Tajemnica twierdzy szyfrów Bogusława Wołoszańskiego (2007).

## Architektura i wystrój

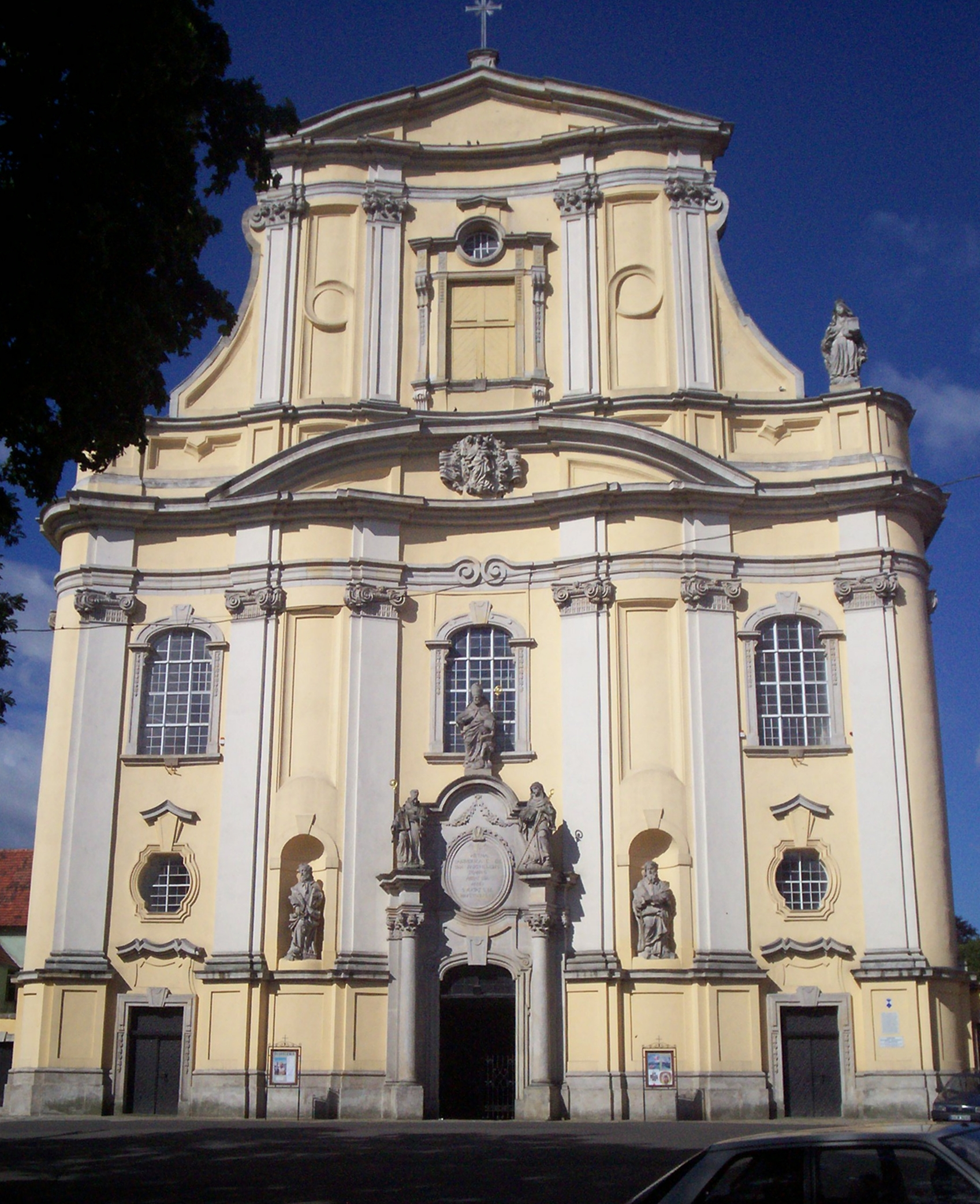
Fasada kościoła (2008)

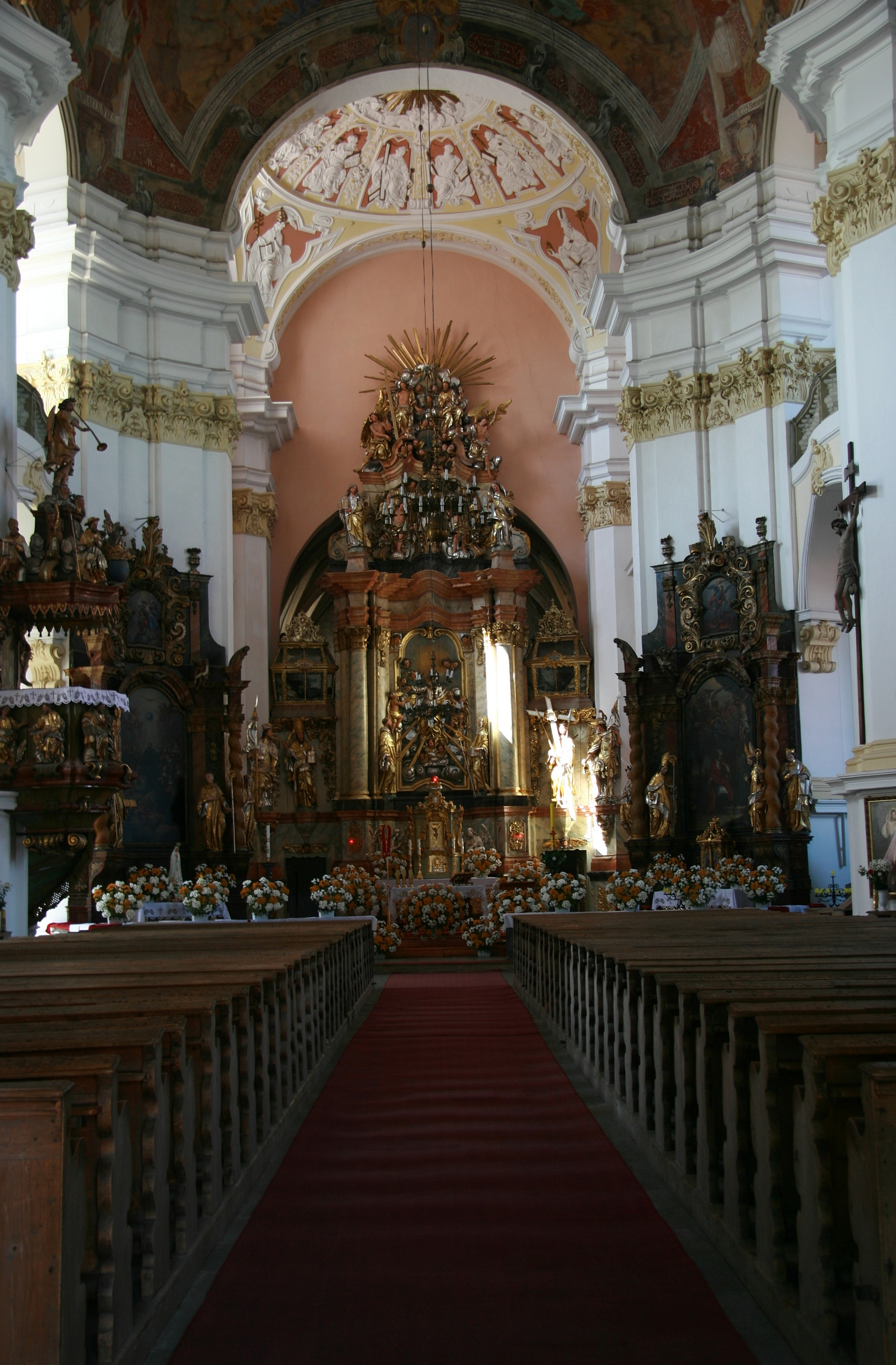
Nawa główna (2009)

Kościół ze swoją strzelistą fasadą góruje nad miastem. Fasada znajduje się od wschodu, zaś ołtarz główny po przeciwnej, zachodniej stronie. Ten dość nietypowy układ (dawniej ołtarze umiejscawiano we wschodniej części kościoła, tak aby wierni w trakcie modlitw zwróceni byli twarzami w stronę Ziemi Świętej) wynika ze względów praktycznych – główne wejście do kościoła znajduje się od strony centrum miasta. Fasada jest trzykondygnacyjna. Tym, co najbardziej odróżnia ją od fasad innych należących do czesko-śląskiej grupy kościołów barokowych, jest brak wieży.
Najokazalsze freski pokrywają podzielone na trzy części sklepienie nawy głównej. Widnieją na nim sceny „Przemienienie na górze Tabor”, „Wniebowstąpienie” i „Chwała Niebieska Chrystusa”. Malowidła sklepienne w nawach bocznych na dolnej i górnej kondygnacji ilustrują sceny z życia Jezusa. Nad prezbiterium sklepienie przybiera postać kopuły. Ozdobione zostało przez Georga Wilhelma  Wilhelma Neunhertza płaskorzeźbami umieszczonych w kręgu dwunastu Apostołów i czterech Ojców Kościoła.
Na emporze nad bramą główną stoją okazałe organy z 1797 roku. Są one do dzisiaj sprawne i na co dzień użytkowane przy okazji Mszy świętych i innych nabożeństw. Na jednym z filarów znajduje się kazalnica ukończona w 1764 roku. Przy wejściu do niej stoją popiersia św. Piotra i św. Pawła. Kazalnicę ozdabiają płaskorzeźby przedstawiające czterech ewangelistów i figury aniołów oraz Ojców Kościoła. Ponadto na baldachimie kazalnicy stoi rzeźba przedstawiająca umieszczonego na globusie pelikana karmiącego pisklęta własną krwią.
W kaplicach bocznych znajdują się liczne ołtarze autorstwa Józefa Fridricha. Największa z nich poświęcona jest Matce Bożej Szkaplerznej. Oprócz ołtarza głównego w prezbiteriom znajdują się dwa duże ołtarze poświęcone widniejącym na obrazach św. Benedyktowi i św. Karolowi Boromeuszowi.
Ołtarz główny tworzy wysoka płaskorzeźba przedstawiająca scenę Wniebowzięcia Najświętszej Marii Panny. Obok płaskorzeźby znajdują się figury licznych świętych: św. Wacława – patrona Czech, św. Maternusa, św. Benedykta i św. Scholastyki, św. Floriana – patrona strażaków, św. Bernarda od Krzyża, św. Jadwigi oraz św. Barbary. Ponadto na ołtarzu umieszczone zostały dwa szklane relikwiarze zawierające szkielety męczenników: Benignusa i Viktoriusa.
Z prezbiterium istnieje bezpośrednie przejście do gotyckiej części kościoła, na którą składają się zakrystia i krużganki. Ponadto poza ołtarzem głównym znajduje się rokokowa kaplica Zesłania Ducha Świętego. Dawniej pełniła ona rolę klauzury, w której podczas nabożeństw przebywały siostry zakonne. W pomieszczeniu tym zachowały się stalle zdobione płaskorzeźbami przedstawiającymi herby rodów szlacheckich, które wspierały klasztor.
W latach 60. XX wieku pod nawą główną kościoła odkryto podziemia z grobowcami. Obecnie wejście przykryte jest masywną kamienną płytą znajdująca się pod dywanem w nawie głównej pomiędzy pierwszymi ławkami.
Model lubomierskiego kościoła można oglądać w parku miniatur w Kowarach.